# Gil da Costa (Diplomat)

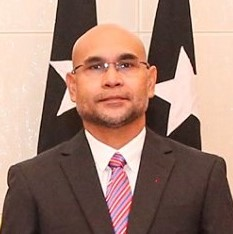
Gil da Costa (2020)

Gil da Costa ist ein osttimoresischer Diplomat.
Bereits Mitte 2019 wurde Costa von der Regierung als neuer Botschafter Osttimors im Vereinigten Königreich vorgeschlagen, doch erst im Januar 2020 erfolgte die offizielle Ernennung. Bisher hatte er Erfahrungen in den Bereichen Management, Koordination und Verwaltung, in Verbindung mit internationalen Organisationen gesammelt. 2023 löste ihn João Paulo da Costa Rangel in London ab.